# کریستوف اشتاینرت
کریستوف اشتاینرت (آلمانی: Christoph Steinert؛ زادهٔ ۱۸ ژانویهٔ ۱۹۹۰) بازیکن هندبال اهل آلمان است.